# خافيير كاستانيدا
خافيير كاستانيدا (بالإسبانية: Javier Castañeda López)‏ هو لاعب كرة قدم إسباني، ولد في 5 أكتوبر 1955 في مدريد في إسبانيا. لعب مع أوساسونا وريال مدريد كاستيا.

## وصلات خارجية
- خافيير كاستانيدا على موقع قاعدة بيانات كرة القدم.إي يو (الإنجليزية)
- خافيير كاستانيدا على موقع عالم كرة القدم.نت (الإنجليزية)